# Guy Tréjan
Guy Treichler, dit Guy Tréjan, est un acteur franco-suisse, né le 18 septembre 1921 à Paris, où il est mort le 25 janvier 2001.

## Biographie
Guy Alexandre Maurice Treichler naît à Paris en 1921. Il est le fils unique de Jacques Treichler, de nationalité suisse, représentant de produits manufacturés, et de Simone Jamsin, mannequin chez Premet. Il a seize ans quand son père décède, en 1937. Il vient habiter chez sa tante en Suisse, pays d'origine de son père, et il fait ses études à Genève. Le démon du théâtre ne le laissant pas en paix, il rentre à Paris en 1939, pour s'inscrire au cours Paupélix (Paul Pélissier) qu'il quitte, à l'instar de Jean Marais, pour suivre les cours de Charles Dullin, durant quatre ans au théâtre Sarah-Bernhardt. Il a comme professeurs Jean-Louis Barrault et Fernand Ledoux. Il joue dans la troupe de Dullin au théâtre de la Cité.

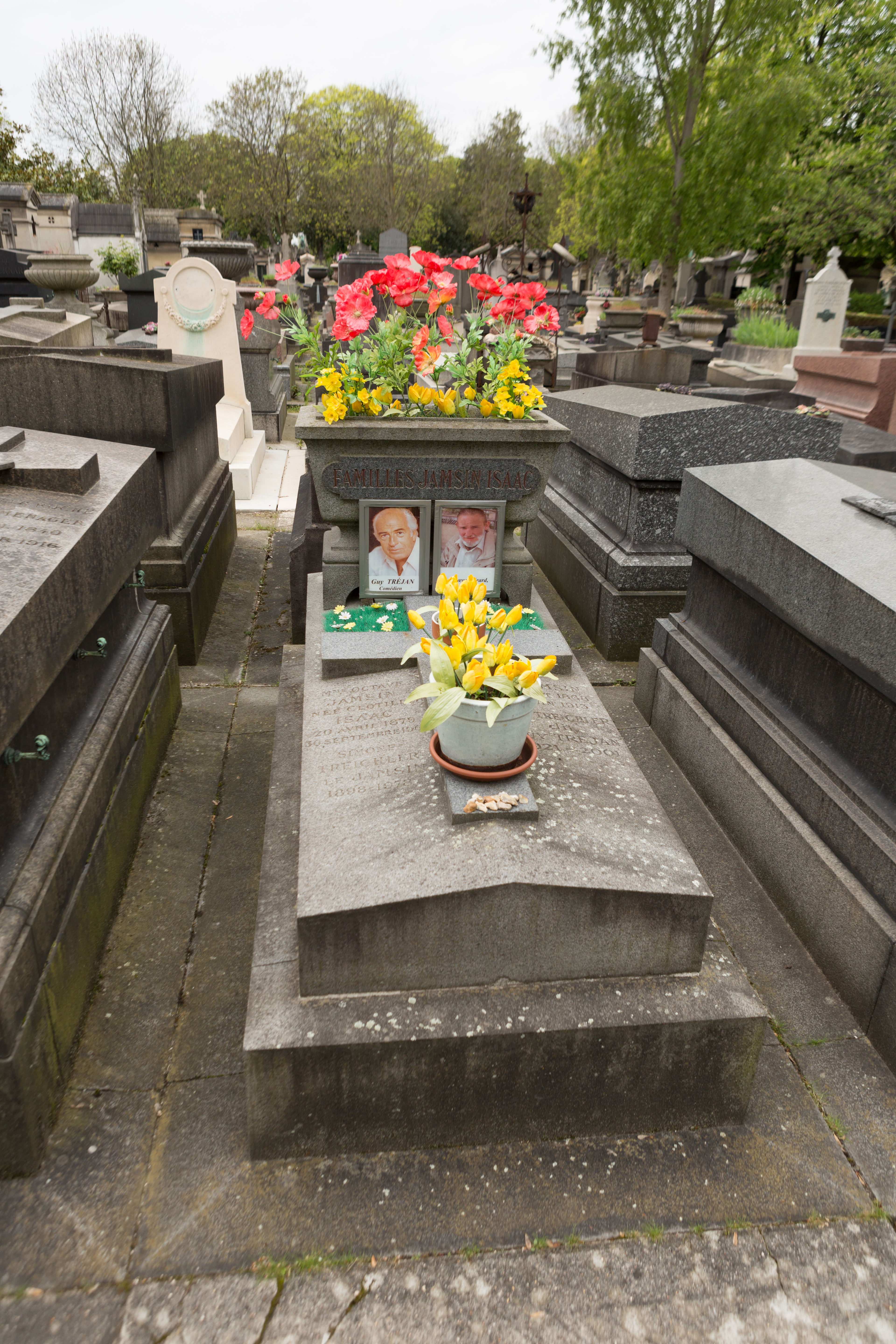
Tombe de Guy Tréjan au cimetière du Père-Lachaise (division 85).

Au début de 1944, à peine marié avec Thérèse Dufour (1918-1989) et père d'un enfant, Guy Treichler doit partir en Allemagne pour le Service du travail obligatoire (STO) mais, prévenu de l'arrivée des Allemands qui viennent pour l'emmener, il s'échappe avec de faux papiers pour la Belgique puis pour Genève en Suisse. Il travaille durant huit ans dans cette ville où il fait du théâtre, de la radio, de l'opérette, du cabaret, du music-hall et même de la chanson. C'est à cette période qu'il prend le nom de scène « Tréjan », à partir des trois premières lettres du nom du père (Treichler) suivies des trois premières du nom de la mère (Jamsin), transformant « Trejam » en « Tréjan ».
En 1953, il joue Coktail Party de T. S. Eliot, au théâtre du Vieux-Colombier à Paris. Dès lors, il enchaine les rôles les plus prestigieux aussi bien au théâtre qu'au cinéma et à la télévision dont la série Allo police dans les années 1960.
Il est récompensé par le Molière du meilleur acteur en 1991 pour son rôle dans Heldenplatz.
Pour sa dernière apparition sur scène, en 1997, il incarne Jean de La Fontaine dans une comédie de Michèle Ressi, Le Libertin de Dieu.
Guy Tréjan meurt en 2001, quelques mois avant ses 80 ans. Sa tombe se trouve au cimetière du Père-Lachaise, 85e division.

## Filmographie

### Cinéma
- 1945 : Prisonniers de guerre (Kriegsgefangen) de Kurt Früh - court métrage
- 1954 : Si Versailles m'était conté... de Sacha Guitry : Marc Rétaux de Villette
- 1956 : Marie-Antoinette reine de France de Jean Delannoy
- 1956 : Les Truands de Carlo Rim : l'amant de la fille de Cahuzac
- 1956 : Club de femmes de Ralph Habib
- 1957 : Escapade de Ralph Habib : Maurice, le barman
- 1957 : Une Parisienne de Michel Boisrond : le colonel d'aviation
- 1958 : Les Tripes au soleil de Claude Bernard-Aubert
- 1959 : Douze Heures d'horloge de Géza von Radványi : Armand, le gendarme
- 1960 : Tête folle de Robert Vernay : Pierre
- 1960 : La Vérité d'Henri-Georges Clouzot, le médecin
- 1961 : Les Amours célèbres de Michel Boisrond, dans le sketch Lauzun : le gouverneur
- 1961 : Les Trois mousquetaires de Bernard Borderie - Film projeté en deux époques : Louis XIII
- 1961 : L'Imprévu (L'Improvisto) d'Alberto Lattuada
- 1962 : Conduite à gauche de Guy Lefranc : Antoine
- 1963 : Les Veinards de Jean Girault, dans le sketch Le vison : Georges Flavigny
- 1963 : Pouic-Pouic de Jean Girault : Antoine Brévin
- 1964 : Laissez tirer les tireurs de Guy Lefranc : Philippe Martin
- 1965 : Le Ciel sur la tête d'Yves Ciampi : le ministre
- 1969 : La Maison de campagne de Jean Girault : le client
- 1971 : Jo de Jean Girault : Maître Adrien Colas
- 1973 : Le Serpent d'Henri Verneuil : Robert Deval
- 1974 : Piaf de Guy Casaril : Louis Leplée
- 1974 : Violence et passion - (Gruppo di famiglia in un interno) de Luchino Visconti : Venditore di quadri
- 1975 : Le Futur aux trousses de Dolorès Grassian : le ministre de l'Intérieur
- 1975 : La Bête de Walerian Borowczyk : Pierre de l'Espérance
- 1979 : On efface tout de Pascal Vidal  : maître Trévise
- 1980 : T'inquiète pas, ça se soigne d'Eddy Matalon : professeur Jean Poitevin
- 1983 : J'ai épousé une ombre de Robin Davis : Mathieu Meyrand
- 1984 : La Triche de Yannick Bellon : Raymond
- 1992 : L'Inconnu dans la maison de Georges Lautner : maître Rimbaud
- 1994 : Hey stranger de Peter Woditsch : Skolimowski
- 2000 : La Fidélité d'Andrzej Zulawski : Julien Clève
- 2001 : La Chambre des officiers de François Dupeyron : le ministre

### Télévision
- 1956 : En votre âme et conscience, épisode : Le secret des Feynarou de  Claude Barma
- 1961 : L'Amour des trois oranges de Pierre Badel : Gozzi
- 1962 : L'inspecteur Leclerc enquête de Claude Barma, épisode #1.16 La mort d'un fantôme : M. Gauthier
- 1962 : Le Dossier Chelsea Street de Marcel Bluwal : le second policier
- 1963 : Siegfried de Marcel Cravenne : Siegfried
- 1963 : Tous ceux qui tombent de Samuel Beckett : M. Rooney
- 1965 : Don Quijote (de), mini-série de Louis Grospierre
- 1966-1970 : Allô police de Robert Guez et Pierre Goutas, série en 36 épisodes : le commissaire Robert Lambert
- 1967 : série Le Tribunal de l'impossible - Épisode La Bête du Gévaudan d'Yves-André Hubert : D'Antoine de Beauterne
- 1968 : Le Tribunal de l'impossible de Michel Subiela - Qui hantait le presbytère de Borley ?  d'Alain Boudet : Price
- 1969 : La Robe mauve de Valentine de Robert Crible : Jean-Loup
- 1970 : Tête d'horloge de Jean-Paul Sassy (téléfilm) : le narrateur
- 1971 : Le Thé sous les cyprès de Jean Pignol : Hugh Norton
- 1971 : Des yeux, par milliers, braqués sur nous d'Alain Boudet : Armand Robiac
- 1973 : Joseph Balsamo, feuilleton en 3 épisodes d'André Hunebelle : Louis XV
- 1981 : Nana, mini-feuilleton de Maurice Cazeneuve : le comte Muffat
- 1984 : Jacques le fataliste et son maître de Claude Santelli : le maître
- 1987 : Les Enquêtes du commissaire Maigret de Louis Grospierre, épisode Maigret chez le ministre
- 1994 : Un crime de guerre de Michel Wyn : le président Gauzin
- 1999 : Vérité oblige, épisode La loi du silence : le docteur Schneider

### Au théâtre ce soir
- 1969 : Constance de Somerset Maugham, mise en scène Michel Vitold, réalisation Pierre Sabbagh, théâtre Marigny
- 1969 : La mariée est trop belle de Michel Duran, mise en scène Jacques Mauclair, réalisation Pierre Sabbagh, théâtre Marigny
- 1970 : Et l'enfer Isabelle ? de Jacques Deval, mise en scène Jacques Mauclair, réalisation Pierre Sabbagh, théâtre Marigny
- 1970 : L'Homme au parapluie de William Dinner et William Morum, mise en scène Grégoire Aslan, réalisation Pierre Sabbagh, théâtre Marigny
- 1971 : Virage dangereux de John Boynton Priestley, mise en scène Raymond Rouleau, réalisation Pierre Sabbagh, théâtre Marigny
- 1973 : La Tête des autres de Marcel Aymé, mise en scène Raymond Rouleau, réalisation Georges Folgoas, théâtre Marigny
- 1975 : Les Hannetons d'Eugène Brieux, mise en scène René Clermont, réalisation Pierre Sabbagh, théâtre Édouard-VII
- 1977 : Madame Jonas dans la baleine de René Barjavel, mise en scène Max Fournel, réalisation Pierre Sabbagh, théâtre Marigny

## Émissions de télévision
- 1969 : Ouvrir les yeux, émission de Eric Ollivier et Robert Mugnerot : "Les Crâneurs" par Denis Goldschmidt et Agathe Godard : (participation)

## Théâtre
- 1950 : Tabazan de Jacques Aeschlimann, mise en scène Jean Hort, théâtre de la Cour Saint-Pierre de Genève
- 1953 : Félix d'Henri Bernstein, mise en scène de l'auteur, théâtre des Célestins, tournée Karsenty
- 1953 : Cocktail Party de T. S. Eliot
- 1954 : Carlos et Marguerite de Jean Bernard-Luc, mise en scène Christian-Gérard, théâtre de la Madeleine
- 1955 : Dix minutes d'alibi de Anthony Armstrong, mise en scène Roger Harth, théâtre du Casino municipal de Nice
- 1957 : Monsieur Masure de Claude Magnier
- 1957 : La Fleur à la bouche de Luigi Pirandello
- 1957 : La Magicienne en pantoufles de John Van Druten, mise en scène Louis Ducreux, théâtre des Ambassadeurs
- 1957 : Ne quittez pas... de Marc-Gilbert Sauvajon et Guy Bolton, mise en scène Marc-Gilbert Sauvajon, théâtre des Nouveautés
- 1957 : Auguste de Raymond Castans, mise en scène Jean Wall, théâtre des Nouveautés
- 1958 : La Petite Hutte d'André Roussin
- 1958 : La Magicienne en pantoufles de John Van Druten, mise en scène Louis Ducreux
- 1959 : Auguste de Raymond Castans
- 1959 : Les Choutes de Pierre Barillet et Jean-Pierre Grédy, mise en scène Jean Wall, théâtre des Nouveautés
- 1959 : Un rossignol chantait de Robert Lamoureux, mise en scène Jean Marais, théâtre des Variétés
- 1960 : Constance de William Somerset Maugham, mise en scène Michel Vitold, théâtre Sarah-Bernhardt
- 1960 : L'Aigle à deux têtes de Jean Cocteau, mise en scène de l'auteur, théâtre Sarah-Bernhardt
- 1960 : De doux dingues de Michel André, mise en scène Jean Le Poulain, théâtre Édouard-VII
- 1962 : Eve et Line de Luigi Pirandello, mise en scène Pierre Franck, théâtre des Bouffes-Parisiens
- 1962 : Un rossignol chantait de Robert Lamoureux, mise en scène Jean Marais, Théâtre des Variétés
- 1963 : La Robe mauve de Valentine de Françoise Sagan, mise en scène Yves Robert, théâtre des Ambassadeurs
- 1963 : Et l'enfer...Isabelle ? de Jacques Deval, mise en scène Claude Sainval, Comédie des Champs-Élysées
- 1964 : Photo-Finish de Peter Ustinov, mise en scène Peter Ustinov, théâtre des Ambassadeurs
- 1965 : Siegfried de Jean Giraudoux, mise en scène Jacques Mauclair, Festival de Bellac
- 1965 : Pepsie de Pierre-Edmond Victor, mise en scène Jean-Laurent Cochet, théâtre Daunou
- 1968 : Black Comedy de Peter Shaffer, mise en scène Raymond Gérôme, théâtre des Célestins
- 1969 : Le Babour de Félicien Marceau, mise en scène André Barsacq, théâtre de l'Atelier
- 1969 : Domino de Marcel Achard, mise en scène Pierre Mondy, théâtre des Variétés
- 1970 : Pantoufle d'Alan Ayckbourn, mise en scène Jean-Laurent Cochet, théâtre Daunou
- 1971 : Un sale égoïste de Françoise Dorin
- 1972 : Ne m'oubliez pas de Peter Nichols, mise en scène Michel Fagadau, théâtre de la Renaissance
- 1972 : Le Saut du lit de John Chapman et Ray Cooney, adaptation Marcel Mithois, mise en scène Jean Le Poulain, théâtre Montparnasse
- 1973 : Le Tartuffe de Molière, mise en scène Roger Planchon, TNP Villeurbanne
- 1975 : Le Saut du lit de John Chapman et Ray Cooney, adaptation Marcel Mithois, mise en scène Jean Le Poulain, théâtre du Gymnase
- 1975 : Christmas d'Alan Ayckbourn, mise en scène Pierre Mondy, théâtre de la Madeleine
- 1976 : Chers Zoiseaux de Jean Anouilh, mise en scène Jean Anouilh et Roland Piétri, Comédie des Champs-Élysées
- 1976 : Le Tartuffe de Molière, mise en scène Roger Planchon, maison de la culture de Nanterre
- 1977 : Le Bateau pour Lipaïa d'Alexeï Arbouzov, mise en scène Yves Bureau, avec Edwige Feuillère, Comédie des Champs-Élysées
- 1979 : Le Bateau pour Lipaïa d'Alexeï Arbouzov, mise en scène Yves Bureau, théâtre des Célestins
- 1979 : No Man's Land d'Harold Pinter, mise en scène Roger Planchon, TNP Villeurbanne, théâtre du Gymnase Marie-Bell
- 1980 : No Man's Land d'Harold Pinter, mise en scène Roger Planchon, TNP Villeurbanne, théâtre national de Nice
- 1981 : Le Président de Thomas Bernhard, mise en scène Roger Blin, théâtre de la Michodière
- 1981 : Cher menteur de Jerome Kilty, mise en scène de l'auteur, tournée Herbert-Karsenty
- 1981 : Lorsque l'enfant paraît d’André Roussin, mise en scène Jean-Michel Rouzière, théâtre des Variétés
- 1983 : La Cerisaie de Anton Tchekhov, mise en scène Peter Brook, théâtre des Bouffes-du-Nord
- 1983 : Chacun sa vérité de Luigi Pirandello, mise en scène François Périer, Comédie des Champs-Élysées
- 1984 : Les Temps difficiles d'Édouard Bourdet, mise en scène Pierre Dux, théâtre des Variétés
- 1986 : La Ville de Paul Claudel, mise en scène Bernard Sobel, théâtre Nanterre-Amandiers
- 1986 : La Villa bleue de Jean-Claude Brisville, mise en scène Pierre Boutron, Espace Cardin
- 1987 : Antigone de Jean Anouilh, mise en scène Éric Civanyan, théâtre de la Madeleine
- 1988 : Les Cahiers tango de Françoise Dorin, mise en scène Andréas Voutsinás, théâtre Antoine
- 1989 : Les Meilleurs Amis de Hugh Whitemore, mise en scène James Roose-Evans, Comédie des Champs-Élysées
- 1990 : Les Meilleurs Amis de Hugh Whitemore, mise en scène James Roose-Evans, théâtre des Célestins
- 1991 : Heldenplatz de Thomas Bernhard, mise en scène Jorge Lavelli, théâtre national de la Colline
- 1991 : Volpone de Jules Romains, mise en scène Robert Fortune, théâtre de la Porte-Saint-Martin
- 1993 : Un couple ordinaire d'après le livret de Gitta Sereny, mise en scène Robert Kuperberg, théâtre national de Chaillot
- 1994 : Hamlet de William Shakespeare, adaptation et mise en scène Terry Hands, théâtre Marigny
- 1996 : Monsieur de La Fontaine ou Le Libertin de Dieu de Michèle Ressi, mise en scène Daniel Delprat, théâtre de la Comédie des Champs-Élysées
- 1998: Surtout ne coupez pas d'après Sorry, wrong number de Lucille Fletcher, mise en scène Robert Hossein, théâtre Marigny (intervention filmée)
- 1998 : Les Confessions d'un solitaire d'après Jean-Jacques Rousseau

## Livre audio
- 1991 : Les Misérables de Victor Hugo : le narrateur

## Distinctions
- 1991 : Molière du comédien pour Heldenplatz
- 1994 : Nomination pour le Molière du comédien dans un second rôle pour Hamlet

## Publication
- 1993 : Ma vie est mon plus beau rôle chez Robert Laffont